# Philip H. Lathrop
Philip H. Lathrop (* 22. Oktober 1912 in Merced, Kalifornien; † 12. April 1995 in Studio City, North Hollywood, Los Angeles) war ein US-amerikanischer Kameramann.

## Leben
Lathrop war seit 1934 in den Universal Studios in Hollywood tätig und durchlief dort die traditionellen Stufen einer Karriere als Kameramann: ab 1938 war er 2. Kameraassistent (clapper loader), unter anderem für Kameramann Joseph Valentine; später 1. Kameraassistent (focus puller) und seit 1948 Camera Operator. Als Camera Operator arbeitete er 9 Jahre für Russell Metty; aus dieser Zusammenarbeit entstanden sowohl Technicolor-Produktionen mit ungewöhnlich komplexer Farbgestaltung wie Douglas Sirks All That Heaven Allows (1955) als auch Schwarzweißfilme wie Orson Welles’ kameratechnisch innovativer Touch of Evil (gedreht 1957).
Seit 1957 war Lathrop schließlich Director of Photography. Er wurde zum Stammkameramann des Regisseurs Blake Edwards und drehte mit ihm Erfolgsfilme wie Days of Wine and Roses (1962) und The Pink Panther (1963). Neben der Arbeit mit Edwards war er an weiteren stilprägenden Werken der 1960er Jahre beteiligt: Für Arthur Hillers The Americanization of Emily wurde er 1965 für den Oscar nominiert, es folgten Klassiker wie Norman Jewisons The Cincinnati Kid (1965), John Boormans Point Blank (1967) und Sydney Pollacks They Shoot Horses, Don’t They? (1969).
In den 1970ern wurde Lathrop vor allem bei kommerziellen Großproduktionen eingesetzt, darunter Mark Robsons Earthquake (1974), für den Lathrop seine zweite Oscar-Nominierung erhielt. Daneben kam es aber auch zu interessanteren Arbeiten wie Sam Peckinpahs The Killer Elite (1975) und Walter Hills The Driver (1978). Von seinen wenigen Kinofilmen in den 1980er Jahren wurde besonders die gemeinsam mit Joseph Biroc ausgeführte Kameraarbeit an Wim Wenders’ Hammett (1982) von der Kritik hervorgehoben.
Für seine Fernseharbeiten der späten 1980er wurde er zweimal mit dem Emmy und zweimal mit dem ASC Award ausgezeichnet. 1992 erhielt er, nunmehr bereits im Ruhestand, zudem den Lifetime Achievement Award der ASC.

## Filmografie (Auswahl)
- 1948: Startbahn ins Glück (You Gotta Stay Happy) (Kamera-Assistent)
- 1949: Spielfieber (The Lady Gambles)
- 1951: Die Flamme von Arabien (Flame of Araby)
- 1952: Der Schatz im Canyon (The Treasure of Lost Canyon)
- 1952: Der rote Engel (Scarlet Angel)
- 1952: Unter falscher Flagge (Yankee Buccaneer)
- 1953: Der Prinz von Bagdad (The Veils of Bagdad) (Kameraführer)
- 1953: Seminola (Seminole) (Kameraführer)
- 1953: Der Mann vom Alamo (The Man from Alamo) (Kameraführer)
- 1957: The Monster of Piedras Blancas
- 1957: Der Engel mit den blutigen Flügeln (Battle Hymn)
- 1958: Asphalt-Hyänen (Girls on the Loose)
- 1958: Verräter unter uns (Money, Women and Guns)
- 1958: Live Fast, Die Young
- 1958: Der Tod reitet mit (Wild Heritage)
- 1958: Bis zur letzten Patrone (The Saga of Hemp Brown)
- 1958: Urlaubsschein nach Paris (The Perfect Furlough)
- 1959: Cry Tough – Kamera mit Irving Glassberg
- 1959: The Private Lives of Adam and Eve
- 1960: Frühstück bei Tiffany (Breakfast at Tiffany’s) – Kamera mit Franz Planer
- 1961: Einsam sind die Tapferen (Lonely Are the Brave)
- 1962: Der letzte Zug (Experiment in Terror / Grip of Fear)
- 1962: Die Tage des Weines und der Rosen (Die Tage des Weines und der Rosen)
- 1962: Die Strolche von Mexiko (Dime with a Halo)
- 1963: Rufmord (Twilight of Honor)
- 1963: Der rosarote Panther (The Pink Panther)
- 1965: 36 Stunden (36 Hours)
- 1965: Cincinnati Kid (The Cincinnati Kid)
- 1966: Was hast du denn im Krieg gemacht, Pappi? (What Did You Do in the War, Daddy?)
- 1967: Point Blank
- 1968: Lass mich küssen deinen Schmetterling (I Love You, Alice B. Toklas)
- 1968: Der goldene Regenbogen (Finian’s Rainbow)
- 1969: Die den Hals riskieren (The Gypsy Moths)
- 1969: Nur Pferden gibt man den Gnadenschuß (They Shoot Horses, Don’t They?)
- 1970: Herrscher der Insel (The Hawaiians)
- 1971: Missouri (Wild Rovers)
- 1974: Giganten am Himmel (Airport 1975)
- 1974: Erdbeben (Earthquake)
- 1975: Das Nervenbündel (The Prisoner of Second Avenue)
- 1975: Die Killer-Elite (The Killer Elite)
- 1976: Der scharlachrote Pirat (Swashbuckler)
- 1977: Verschollen im Bermuda-Dreieck (Airport ’77)
- 1978: Driver (The Driver)
- 1979: Airport ’80 – Die Concorde (The Concorde: Airport ’79)
- 1980: Jahreszeiten einer Ehe (A Change of Seasons)
- 1982: Jekyll und Hyde – Die schärfste Verwandlung aller Zeiten (Jekyll and Hyde... Together Again)
- 1981: Jede Nacht zählt (All Night Long)
- 1987: Ray’s Male Heterosexual Dance Hall Oscarprämierter Kurzfilm